# Кухонные дебаты
Кухонные дебаты (англ. Kitchen Debate) — серия импровизированных диалогов (через переводчиков) между вице-президентом США Ричардом Никсоном и председателем Совета министров СССР Никитой Хрущёвым, состоявшихся 24 июля 1959 года на открытии Американской национальной выставки «Промышленная продукция США» в выставочном центре парка «Сокольники» в Москве.
На выставке был показан дом, который, по уверению её организаторов, мог себе позволить любой американец. Дом был заполнен новыми бытовыми приборами, которые демонстрировали собой продукты американского потребительского рынка.

## Дебаты

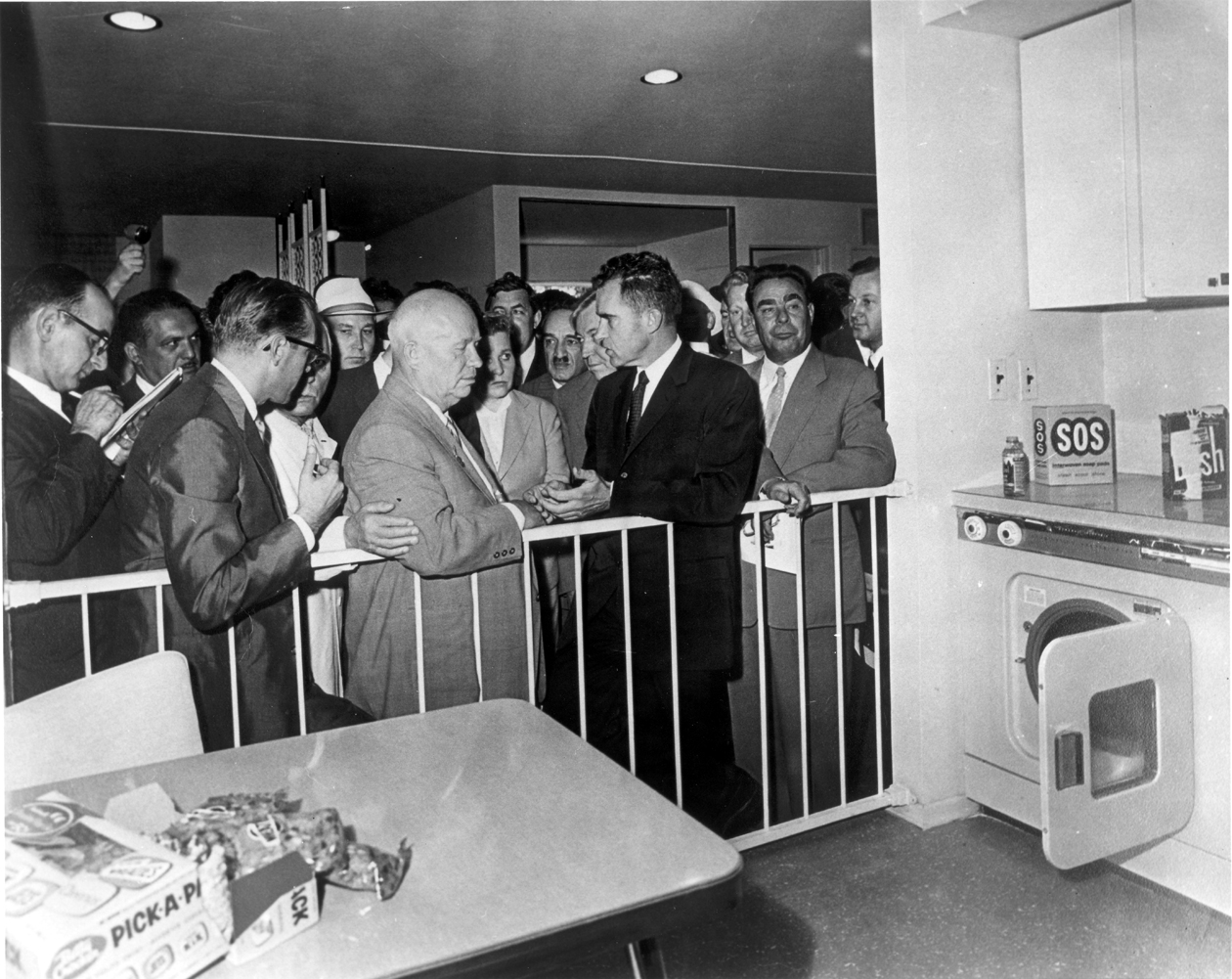
Хрущёв и Никсон на открытии Американской национальной выставки. Между ними на заднем плане —Е. А. Фурцева и А. И. Микоян. Второй справа — Л. И. Брежнев

Кухонные дебаты были первой встречей на высшем уровне между руководителями США и СССР после встречи в Женеве в 1955 году. Как рассказывал Уильям Льюис Сафир, который присутствовал на выставке как агент по связям с прессой, диалоги имели место в разных частях выставки, но в основном на территории модели кухни пригородного дома.
Никсон и Хрущёв обсуждали достоинства капитализма и социализма. Дебаты происходили на фоне противостояния мировых политических систем между запуском спутника в 1957 году и карибским кризисом 1962 года.
Большинство американцев посчитало, что Никсон выиграл дебаты, что увеличило его популярность в стране. Дебаты были зафиксированы на цветной видеоплёнке, новой технологии, в которой США держало первенство; во время дебатов Никсон указал на это как на одно из многих американских технических достижений. Он также показал такие достижения, как посудомоечные машины, газонокосилки, полки супермаркетов, полные бакалейных товаров, «Кадиллаки» с открытым верхом, косметику, туфли-шпильки и «Пепси-колу». Никсон сделал акцент на кухонной американской бытовой технике, что и дало название дебатам.

Хрущёв в дискуссии подчёркивал, что промышленность Советского Союза ориентирована не на производство предметов роскоши, а на производство действительно значимых товаров, на изобилие бытовой техники он отреагировал саркастическим комментарием: «А у вас нет такой машины, которая бы клала в рот еду и её проталкивала?»

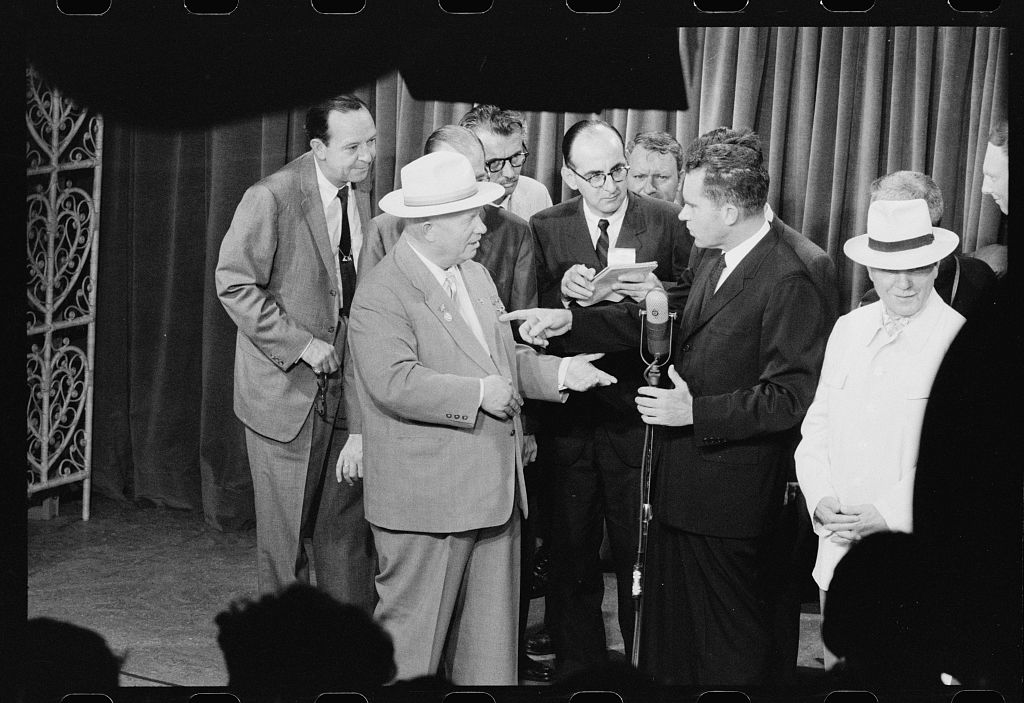

## Трансляция дебатов
В Советском Союзе дебаты показали по телевидению поздно вечером 27 июля 1959 г.; не для всех реплик Никсона был дан перевод.
Реакция американского общества вначале была смешанной. New York Times показала дебаты как политический трюк, отметив, что общественное мнение разделилось после дебатов. С другой стороны, издание «Time Magazine», описывая выставку, похвалило Никсона, говоря, что он «смог уникальным способом воплотить в себе национальный характер, … уверенный в своём образе жизни, не теряющий своей уверенности под давлением.»
Несмотря на то, что диалоги носили неофициальный характер, популярность Никсона после поездки в Москву возросла, он стал известен как государственный деятель, что помогло ему выставить свою кандидатуру от республиканской партии на президентских выборах в следующем году.

## Последующая реакция участников
Показательно, что этот на первый взгляд незначительный эпизод из наполненных различными событиями биографий как Никсона, так и Хрущёва, подробно отражён в их мемуарах. Ричард Никсон описал кухонные дебаты в своей автобиографичной книге «Шесть кризисов». Воспоминания Н. Хрущёва также содержат описание его посещения выставки в Сокольниках и дебатов с Р. Никсоном.